# Església de fusta de Rozavlea
L'església de fusta de Rozavlea, comuna de Rozavlea, comtat de Maramureș, data de 1717. Antic lloc de culte grecocatòlic, dedicat als Sants Arcàngels Miquel i Gabriel, l'església figura a la nova llista de monuments històrics sota el codi MM-II-a-A-04621.

## Història

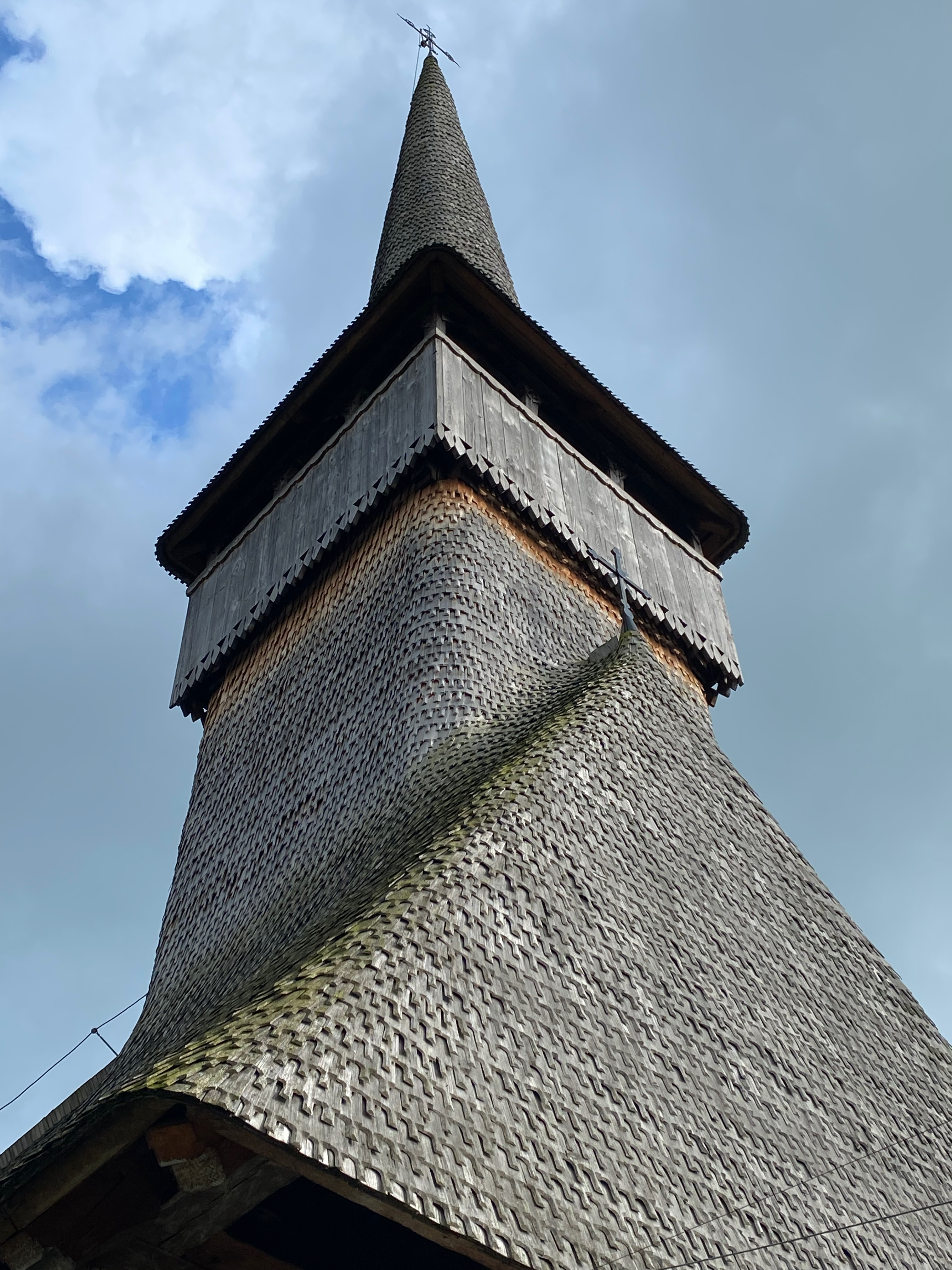
Campanar

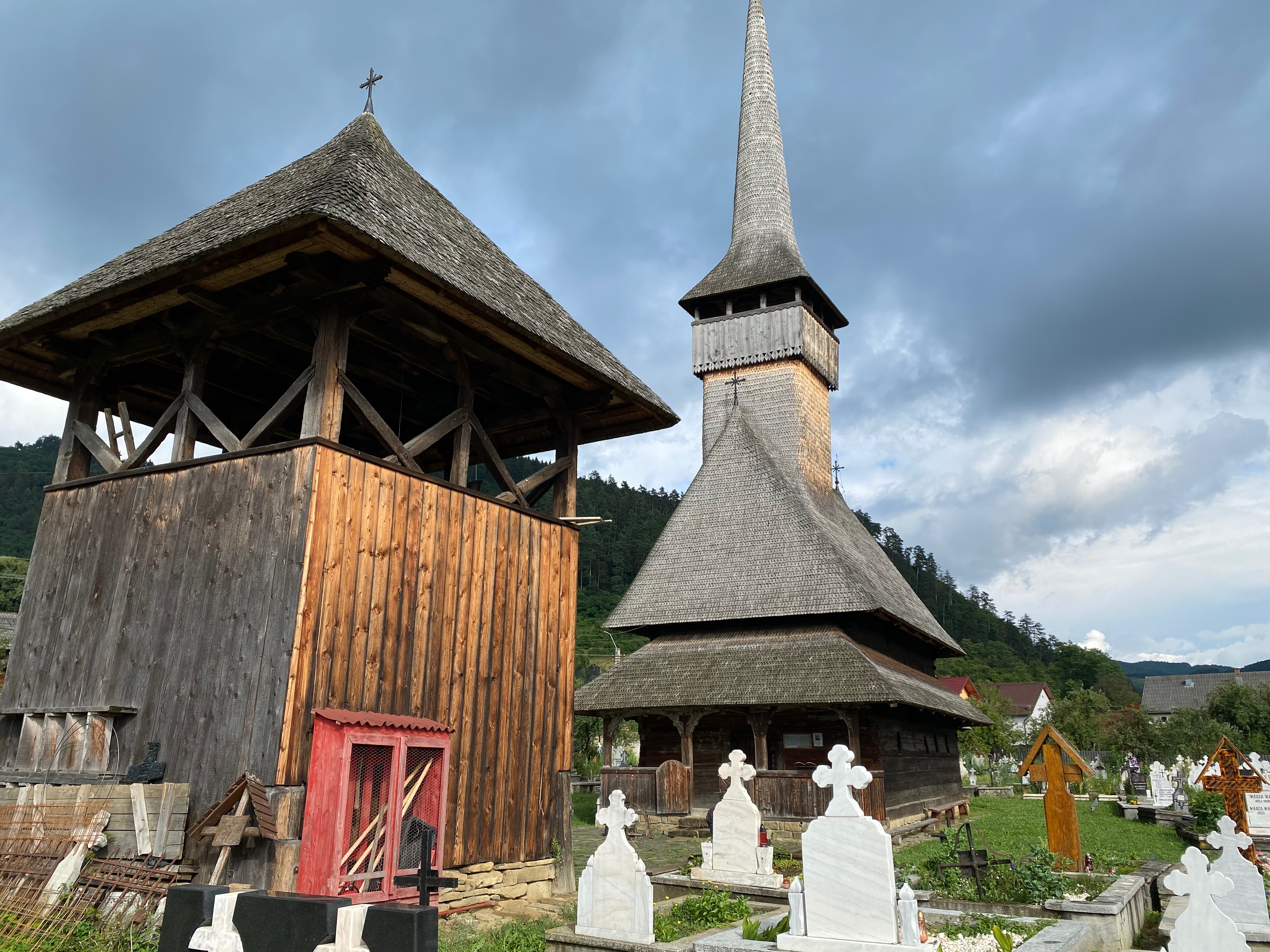
Exterior

Rozavlea és un dels antics assentaments del Maramureș històric, habitat pels "dacis lliures" i els seus descendents romanesos des de l'antiguitat. Durant l'època dels principats i voivodats, Rozavlea va formar part del principat de la vall de Bogdănești, essent esmentat entre els pobles governats per Iuga, germà de Bogdan, abans de 1353, any en què es va donar als fills d'Iuga, Ștefan i Ioan. Després de 1424, l'assentament es va convertir en el centre dels dominis dels descendents de Iuga "possessio Rozalya". L'església data de l'any 1717 i, segons la tradició, va ser portada d'una altra localitat de Maramureș i aixecada al lloc de l'antiga església de fusta destruïda pels tàrtars. També per tradició, essent Rozavlea un domini voivodat, també tenia un monestir, encara avui hi ha llocs a la part baixa de la població anomenats "la seu del monestir" i "el turó del monjo". L'església està construïda amb fusta d'avet, per artesans anònims, en un estil Maramureş. La pintura es va fer sobre fusta, excepte la pintura de l'altar, que està feta íntegrament sobre tela. La pintura sobre fusta va ser iniciada per Ioan Plohod de Dragomirești i el seu fill el 1810 i acabada el 1826. Les darreres restauracions de l'estructura de l'església es van fer els anys 1981 i 2008. La restauració de la pintura es va iniciar l'⁣any 2010, els treballs encara estan en curs.